# Pseudometachilo irrectellus
Pseudometachilo irrectellus là một loài bướm đêm trong họ Crambidae.